# Kunsthalle Zürich

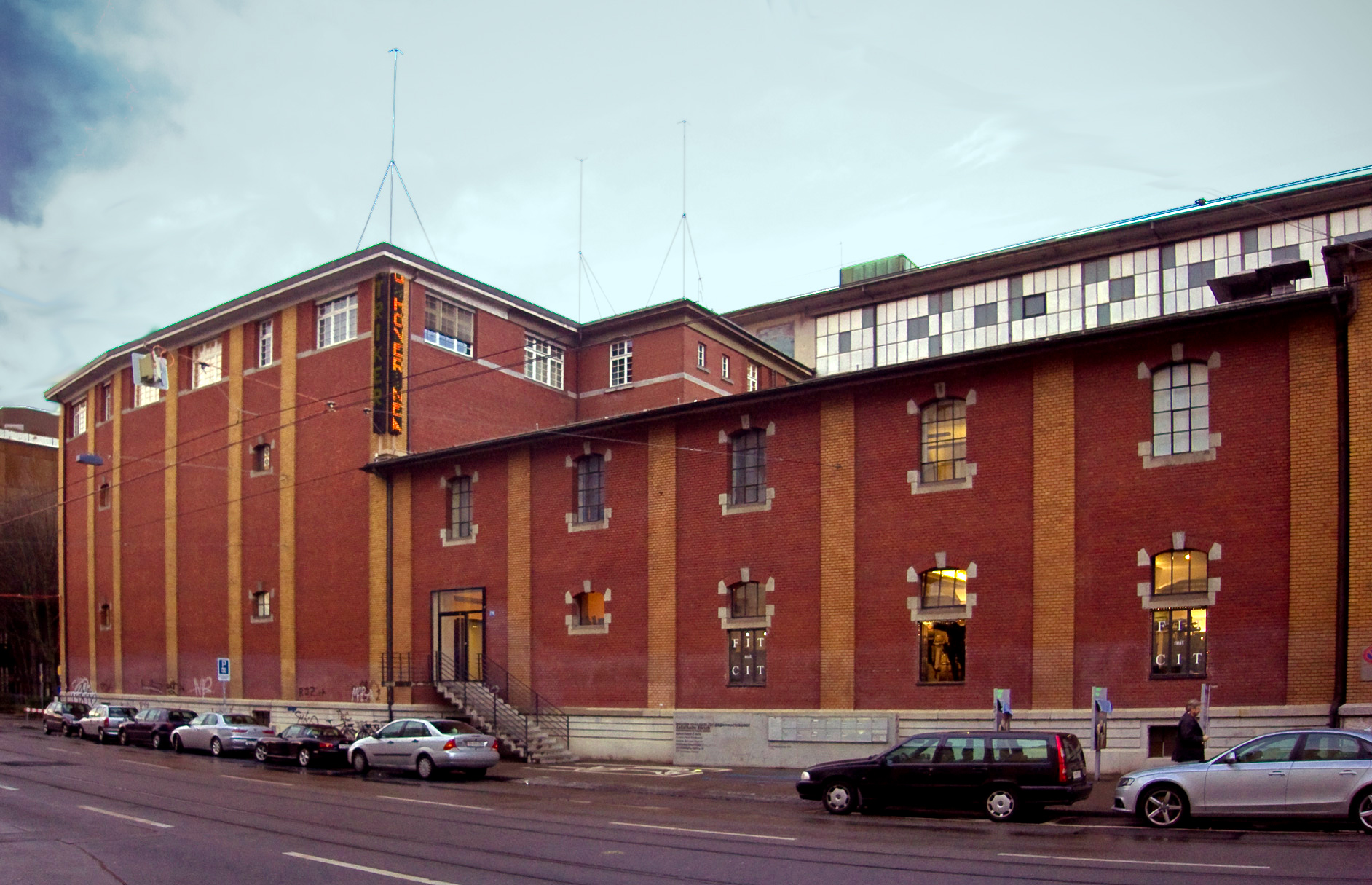
Kunsthalle Zürich

De Kunsthalle Zürich is een tentoonstellingsgebouw (Kunsthalle) voor internationale hedendaagse kunst aan de Limmatstraße 270 in de Zwitserse stad Zürich.

## Geschiedenis
In 1985 werd de Verein Kunsthalle Zürich gesticht, die slechts sporadisch tentoonstelde. In 1989 kreeg de Kunsthalle een vaste locatie in de leegstaande garenspinnerij van Schoeller A.G. aan de rivier de Limmat in Zürich. Sindsdien vinden regelmatig exposities plaats van moderne en hedendaagse kunst.
In 1996 werd een definitieve vestigingsplaats gevonden in het zogenaamde Löwenbrau-gebouw, een door de architecten Christian Karrer en Andreas Fuhrimann verbouwde voormalige bierbrouwerij. Het gebouw biedt onderdak aan de Kunsthalle, het Migros Museum für Gegenwartskunst en diverse andere kunstinstellingen en galerieën.
In 2001 werd Beatrix Ruf directeur van de Kunsthalle Zürich. Ze werd in 2014 opgevolgd door Daniel Baumann. Sinds begin 2025 heeft Fanny Hauser de leiding.